# Thanackal Gopi
T. Gopi ou Thonakal Gopi ou Thanackal Gopi (né le 24 mai 1988 dans le district de Wayanad) est un athlète indien, spécialiste du fond et du marathon.

## Carrière
En 2016, il termine deuxième du marathon de Bombay en 2 h 16 min 15, ce qui lui donne la qualification olympique.
Il participe aux Jeux olympiques de 2016 sur cette épreuve qu'il court en 2 h 15 min 25 s, son meilleur temps.

## Palmarès
| Date | Compétition         | Lieu           | Résultat | Épreuve  | Temps           |
| ---- | ------------------- | -------------- | -------- | -------- | --------------- |
| 2016 | Jeux olympiques     | Rio de Janeiro | 25e      | Marathon | 2 h 15 min 25 s |
| 2017 | Championnats d'Asie | Bhubaneswar    | 2e       | 10 000 m | 29 min 58 s 89  |